# Dorpskerk (Wassenaar)
De dorpskerk in Wassenaar in de Nederlandse provincie Zuid-Holland dateert deels uit het begin van de 12de eeuw.
De kerk ligt aan het Dorpsplein naast het Baljuwhuis uit ca. 1745, waarachter het Baljuwbos ligt met slingerpaden uit de late 18de eeuw.
In de noordgevel van de kerk zijn nog de sporen te zien van het oorspronkelijke, in tufsteen gebouwde kerkje uit ongeveer 1100. De rest van de kerk is uit ongeveer 1450. Na een verbouwing en uitbreiding van de kerk werden twee glas-in-loodramen geschonken: het Moederraam (1939) van J.H.E. Schilling en De Engelenzang (1941) van Henri van der Stok.
Het orgel is van de hand van Albertus Antoni Hinsz (1769) en Van Dam (Rugwerk 1792).
Het gebouw is eigendom van de PKN-gemeente van Wassenaar en wordt op zondagen en christelijke feestdagen gebruikt voor kerkdiensten. Tijdens de Open Monumentendagen is de kerk te bezichtigen. 

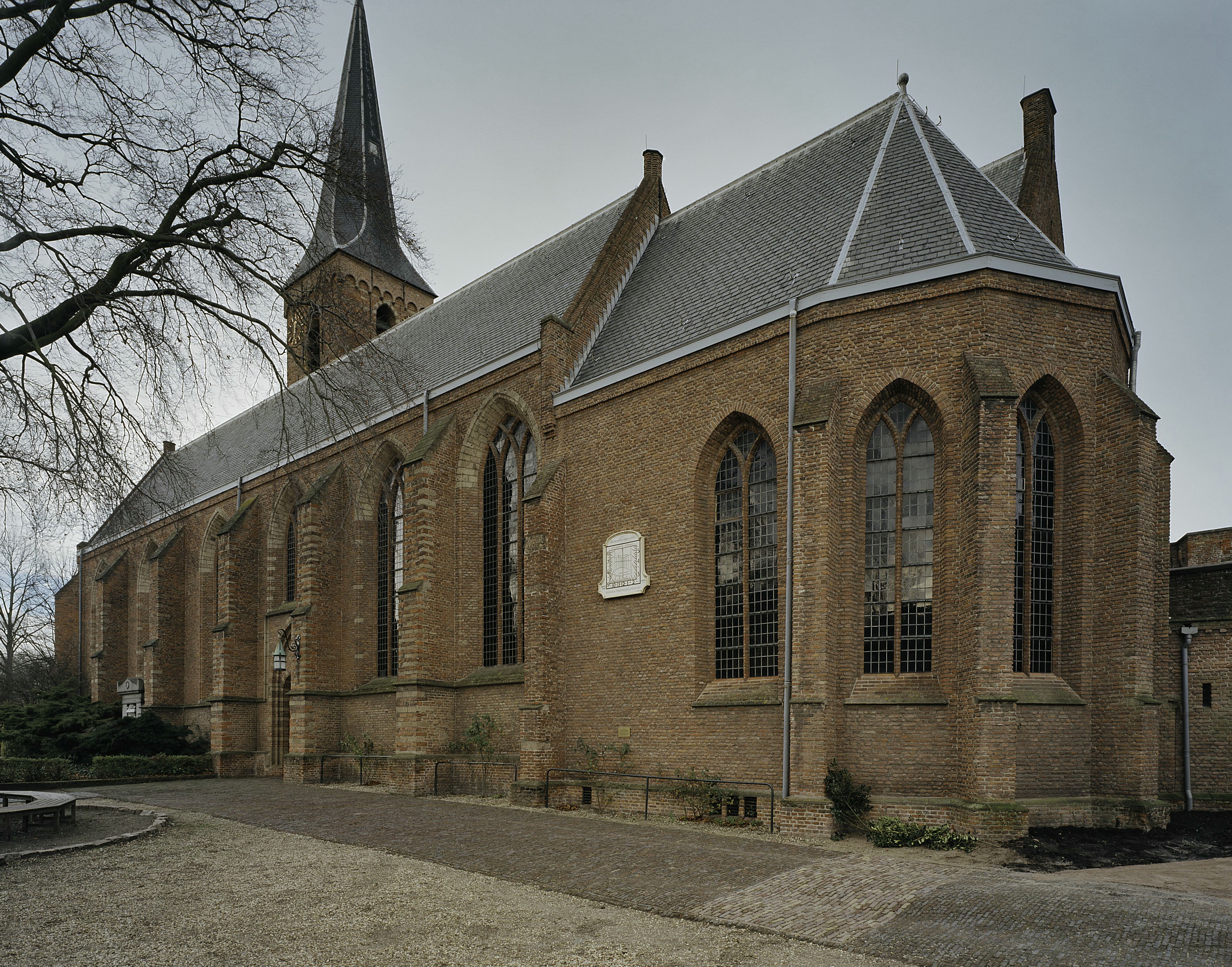
achterzijde
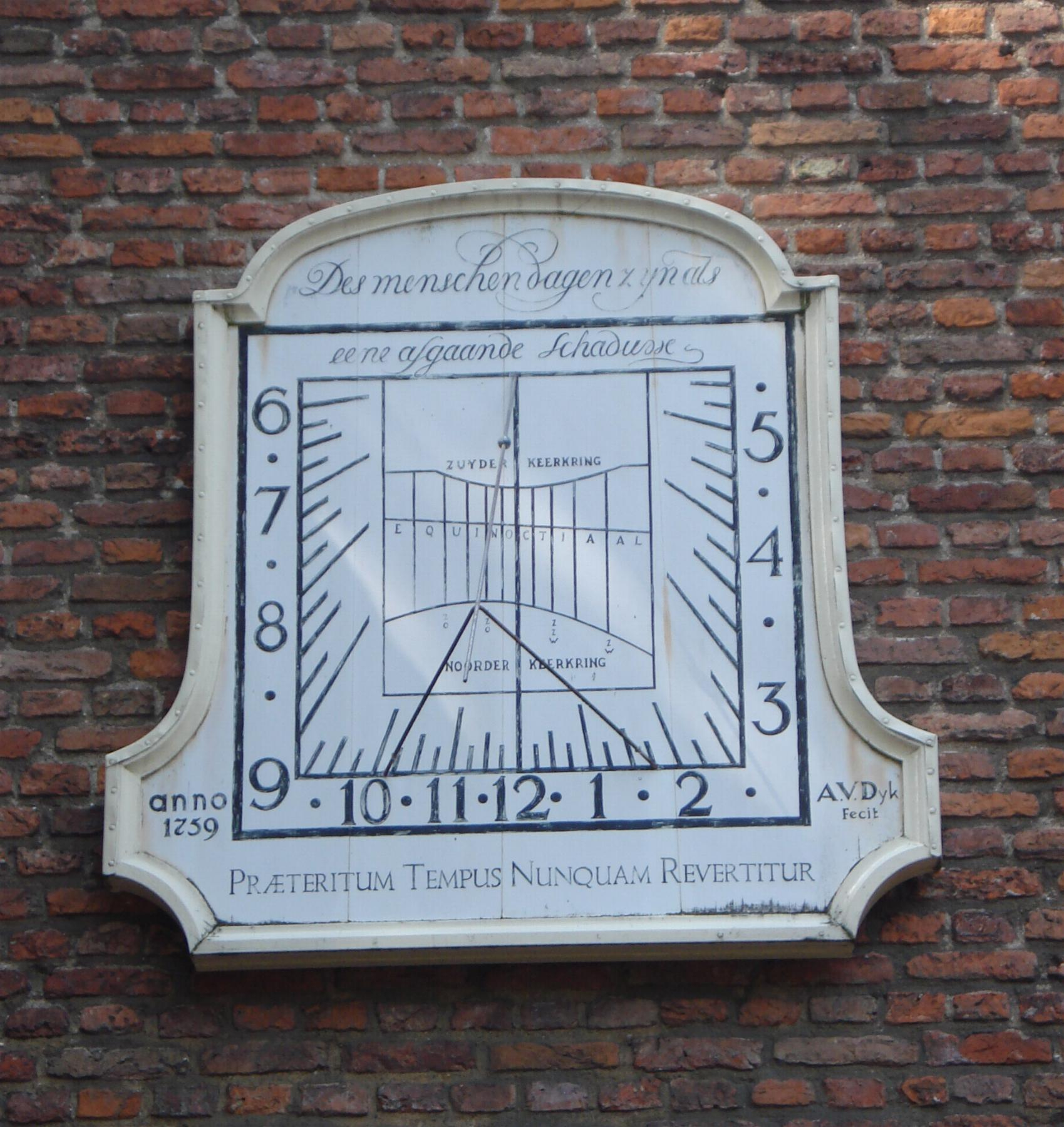
Zonnewijzer
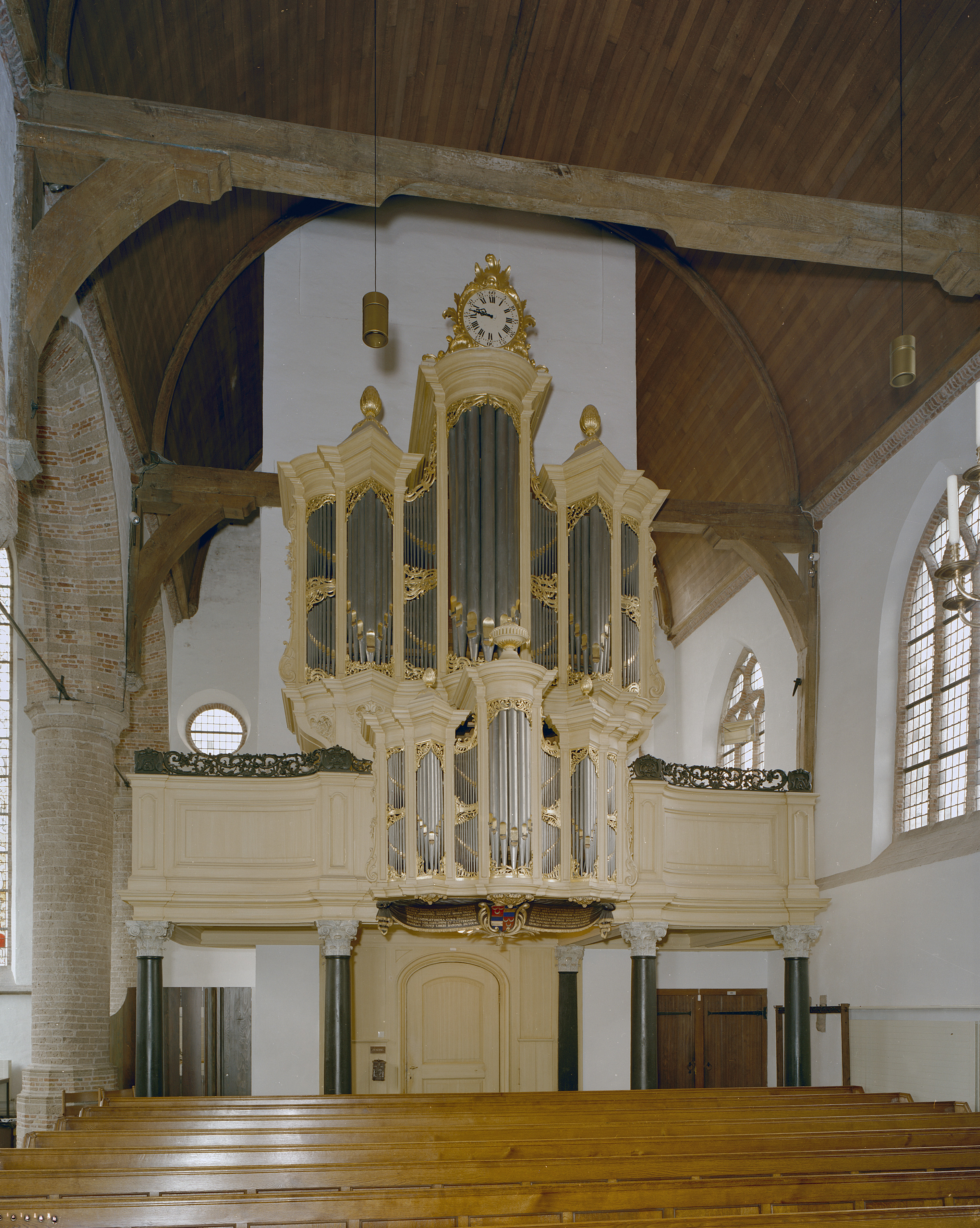
orgel